# Paradoxo do elevador
O paradoxo do elevador é um paradoxo notado primeiramente por Marvin Stern e George Gamow, físicos que tinham escritórios em andares diferentes de um prédio com muitos andares. Gamow, que tinha um escritório perto da parte de baixo do prédio notou que o primeiro elevador a parar no andar dele ia, na maioria das vezes, para baixo; enquanto Stern, que tinha um escritório mais alto, notou que o primeiro elevador a parar no andar dele ia mais frequentemente para cima.
No primeiro sinal, isso criou uma impressão de que talvez os elevadores estavam sendo manufaturados no meio do prédio e mandado para cima até o teto e para baixo até o subsolo para ser desmontado. Claramente, esse não era o caso. Mas como esta observação poderia ser explicada?

## Modelando o problema do elevador

Perto da cobertura, os elevadores para cima descem depois de subir.

Diversas tentativas (começando com Gamow e Stern) foram feitas com intuito de analisar a razão desse fenômeno: a análise básica é simples, enquanto a análise detalhada é mais difícil do que possa, de primeiro, parecer.
Simplesmente, se um elevador está no topo do prédio, todos os elevadores virão de baixo (nenhum pode vir de cima), e então partem para baixo, enquanto se um está no penúltimo andar, um elevador indo pro topo irá passar primeiro na subida e, pouco tempo depois, na descida - daí, enquanto um número igual passará para cima e para baixo, nos andares de baixo, os elevadores vão geralmente seguir os elevadores de cima (a menos que o elevador fique pairando sob o último andar), e daí o primeiro elevador observado vai usualmente estar subindo. O primeiro elevador observado estará descendo somente se for observado num pequeno instante depois que um elevador passar subindo, enquanto o resto do tempo o primeiro elevador observado estará subindo.
Em mais detalhes, a explicação é o que segue: um único elevador passa a maior parte de seu tempo na maior seção do prédio, e daí é mais provável que se aproxime daquela direção quando o futuro usuário do elevador chegar. Um observador que fique perto das portas dos elevadores por horas ou dias, observando todo elevador que chega, em vez de observar somente o primeiro a chegar, irá notar um número igual de elevador transladando-se em cada direção. Isso então se torna um problema de amostra — o observador é uma amostra estocástica num intervalo não uniforme.
Para ajudar a visualização disso, considere um prédio de 30 andares, mais um térreo e apenas um elevador lento. O elevador é tão lendo porque ele para em todos os andares quando está subindo, e também para em todos os andares quando está descendo. Leva um minuto para passar entre os andares e esperar por passageiros. Aqui está os horários de chegada dos azarados que trabalham neste prédio; como descrito acima, se forma uma onda triangular:
| Adar      | Tempo na subida | Tempo na descida |
| --------- | --------------- | ---------------- |
| Térreo    | 8:00, 9:00, ... | n/a              |
| 1° andar  | 8:01, 9:01, ... | 8:59, 9:59, ...  |
| 2° andar  | 8:02, 9:02, ... | 8:58, 9:58, ...  |
| ...       | ...             | ...              |
| 29° andar | 8:29, 9:29, ... | 8:31, 9:31, ...  |
| 30° andar | n/a             | 8:30, 9:30, ...  |

Se você estivesse no primeiro andar e entrasse aleatoriamente no elevador, as chances são do próximo elevador estar descendo. O próximo elevador estaria subindo somente durante os primeiros dois minutos de cada hora, ex., de 9:00 e 9:01. O número de paradas com o elevador subindo e descendo é o mesmo, mas a probabilidade do próximo elevador estar subindo é somente 2 em 60.
Um efeito semelhante pode ser observado em estações ferroviárias onde uma estação próxima ao fim da linha irá, mais provavelmente, receber o próximo trem que está na direção do fim da linha. Outra visualização é imaginar-se sentado em assentos próximos a um dos fins de uma pista de corrida oval: se você está esperando que um único carro passe na sua frente, será mais provável que ele passe no caminho antes de entrar na curva. 

## Mais de um elevador
Curiosamente, se existir mais de um elevador em um prédio, a tendência diminui — pois existe uma chance maior que o passageiro chegue no térreo durante o tempo de pelo menos um elevador estar abaixo deles; com um número infinito de elevadores, as probabilidades seriam iguais. 
No exemplo acima, se existem 30 andares de 58 elevadores, então a cada minuto haveria dois elevadores em cada andar, um subindo e um descendo (exceto pelos primeiro andar e último andar), a tendência é eliminada - a cada minuto, um elevador chega indo pra cima, e outro indo pra baixo. Isso também ocorre com 30 elevadores espaçados de 2 minutos - em andares ímpares eles alternam o sentido da chegada, enquanto em andares pares eles chegam juntos a cada dois minutos.
Assistir aos carros passando numa pista de corrida de forma oval, percebe-se uma pequena tendência se o tempo entre os carros é pequeno comparado ao tempo requisitado para um carro retornar ao campo de visão do observador.

## O caso real
Em um prédio real, existem fatores complicados como a tendência do elevador a serem frequentemente requisitados no primeiro andar ou no mezanino, e para retornar lá quando ocioso. Esses fatores tendem a mudar a frequência das chegadas observadas, mas não eliminam inteiramente o paradoxo. Em particular, um usuário muito próximo ao andar do topo irá perceber o paradoxo ainda mais forte, pois os elevadores não são tão frequentemente acionados a cima do andar dele.
Há outras complicações em um prédio real, assim como uma demanda assimétrica onde todo mundo quer descer no fim do dia; a maneira com que elevadores lotados queimam algumas paradas extras; ou o efeito de viagens curtas que deixam o elevador ocioso. Essas complicações tornam o paradoxo mais difícil de se observar do que os exemplos da pista de corrida.

## Cultura Popular
O paradoxo do elevador foi mencionado por Charlie Eppes na série de TV Numb3rs No episódio intitulado "Chinese Box".